# Patriarca Ortodox d'Alexandria
El patriarca d'Alexandria i de tot Àfrica o patriarca de l'Església Ortodoxa d'Alexandria és el cap de la jurisdicció autocèfala canònica de l'Església Ortodoxa a Egipte i a la resta de l'Àfrica. El patriarca té residència a Alexandria, Egipte.

## Llista de patriarques

### Jerarques d'Alexandria abans del Concili de Calcedònia

#### Arquebisbes
- Marc l'Evangelista (43-61)
- Anià (61-82)
- Abili (83-95)
- Cedró (96-106)
- Primus (106-118)
- Just (118-129)
- Èumenes (131-141)
- Marcià (142-152)
- Celadió (152-166)
- Agripí (167-178)
- Julià (178-189)
- Demetri (189-232)
- Hèracles (232-248)
- Dionisi (248-264)
- Màxim (265-282)
- Teonàs (282-300)
- Pere I (300-311)
- Aquil·las (312-313)

#### Patriarques
L'any 325, el sisè cànon del Primer Concili Ecumènic amplia la jurisdicció d'Alexandria sobre totes les províncies d'Egipte.
- Alexandre I (313-328)
- Atanasi I (328-373)
  - Gregori (340-346), patriarca arrià
  - Jordi (357-361), patriarca arrià
  - Luci (365), patriarca arrià
- Pere II (373-380)
  - Luci (segona vegada) (375-378), patriarca arrià
- Timoteu I (380-385)
- Teòfil I (385-412)
- Ciril I (412-444)
- Diòscor I (444-451)

### Patriarques grecs ortodoxos d'Alexandria després del Concili de Calcedònia
Després del Quart Concili Ecumènic (451) es produeix un cisma entre l'Ortodòxia Oriental i les esglésies ortodoxes orientals i Diòscor és deposat. Des d'aleshores conviuen a Alexandria un patriarca grec ortodox i un patriarca copte.
- Proteri (452-457)
- Timoteu II Eluros (457-460)
- Timoteu III Salofaciol (460-475)
- Timoteu II (segona vegada) (475-477)
- Pere III (477)
- Timoteu III (segona vegada) (477-482)
- Joan I (482)
- Pere III (segona vegada) (482-489)
- Atanasi II (489-496)
- Joan II (496-505)
- Joan III (505-516)
- Diòscor II (516-517)
- Timoteu IV o Timoteu III (517-535)
- Teodosi I (535-536)
  - Julianistes
    - Gaina (535)
- Pau (537-540)
- Zoile (541-551)
- Apol·linar (551-569)
- Joan IV (569-579)
- vacant (579-581)
- Eulogi I (581-607)
- Teodor I (607-609)
- Joan V (610-619)
- vacant (619-621)
- Jordi I (621-631)
- Cir (631-643)
- Pere IV (643-651)
- vacant (651-?)
  - Teodor II (coadjutor) cap al 662
  - Pere V (coadjutor) cap al 680
  - Pere VI (coadjutor) cap al 691
  - Teofilacte (coadjutor) cap al 695
  - Onopsos (coadjutor) cap al 711
- Cosme I (727-768)
- Policià (768-813)
- Eustaci (813-817)
- Cristòfor I (817-841)
- Sofroni I (841-860)
- Miquel I (860-870)
- Miquel II (870-903)
- vacant (903-907)
- Cristòdul (907-932)
- Eutiqui (932-940)
- Sofroni II (941)
- Isaac (941-954)
- Job (954-960)
- vacant (960-963)
- Elies I (963-1000)
- Arseni (1000-1010)
- Teòfil II (1010-1020)
- Jordi II (1021-1051)
- Lleonci (1052-1059)
- Alexandre II (1059-1062)
- Joan VI (1062-1100?)
- Eulogi II (fl. 1110)
- Sabas (fl. 1117)
- Ciril II (?)
- Teodosi II (?-1166)
- Sofroni III (1166-1171)
- Elies II (1171-1175)
- Eleuteri (1175-1180)
- Marc III (1180-1209)
- Nicolau I (1210-1243)
- Gregori I (1243-1263)
- Nicolau II (1263-1276)
- Atanasi III (1276-1316)
- Gregori II (1316-1354)
- Gregori III (1354-1366)
- Nefó (1366-1385)
- Marc IV (1385-1389)
- Nicolau III (1389-1398)
- Gregori IV (1398-1412)
- Nicolau IV (1412-1417)
- Atanasi IV (1417-1425)
- Marc V (1425-1435)
- Filoteu (1435-1459)
- Marc VI (1459-1484)
- Gregori V (1484-1486)
- Joaquim (1486-1567?)
- vacant (1567-1569)
- Silvestre (1569-1590)
- Meleci I (1590-1601)
- Ciril Lucaris (1601-1620)
- Geràsim I (1620-1636)
- Metròfanes (1636-1639)
- Nicèfor (1639-1645)
- Joanic (1645-1657)
- Paisi (1657-1678)
- Parteni I (1678-1688)
- Geràsim II (1688-1710)
- Samuel (1710-1712)
- Cosme II (1712-1714)
- Samuel (segona vegada) (1714-1723)
- Cosme II (segona vegada) (1723-1736)
- Cosme III (1737-1746)
- Mateu (1746-1766)
- Cebrià (1766-1783)
- Geràsim III (1783-1788)
- Parteni II (1788-1805)
- Teòfil III (1805-1825)
- Hieroteu I (1825-1845)
- Artemi (1845-1847)
- Hieroteu II (1847-1858)
- Cal·línic (1858-1861)
- Jacob (1861-1865)
- Nicanor (1866-1869)
- Nil de Pentàpolis (1869-1870)
- Sofroni IV (1870-1899)
- Foci (1900-1925)
- Meleci II (1926-1935)
- Nicolau V (1936-1939)
- Cristòfol II (1939-1966)
- vacant (1966-1968)
- Nicolau VI (1968-1986)
- Parteni III (1987-1996)
- Pere VII (1997-2004)
- Teodor II (2004-present)